# Kuwaita heteropoda
Kuwaita heteropoda is een borstelworm uit de familie Lumbrineridae. Het lichaam van de worm bestaat uit een kop, een cilindrisch, gesegmenteerd lichaam en een staartstukje. De kop bestaat uit een prostomium (gedeelte voor de mondopening) en een peristomium (gedeelte rond de mond) en draagt gepaarde aanhangsels (palpen, antennen en cirri).
Kuwaita heteropoda werd in 1879 voor het eerst wetenschappelijk beschreven door Marenzeller.